# Batasio merianiensis
Batasio merianiensis es una especie de pez de la familia Bagridae en el orden de los Siluriformes.

## Distribución geográfica
Se encuentra en la India.